# آنا كوبر
آنا كوبر (22 يوليو 1897 - 1988) مربية ليبيرية، وأول عميدة ل جامعة ليبيريا.

## النشأة والتعليم
ولدت كوبر في مونروفيا عاصمة ليبيريا، لعائلة أمريكية ليبيرية كبيرة ذات نفوذ. والدها هو جيسي راندولف كوبر. تزوجت شقيقتها سيسيليا أدلين كوبر من السفير تشارلز دي. كينغ، الذي كان رئيس ليبيريا في الفترة ما بين 1920 إلى 1930. وكان شقيقاها هنري ر. كوبر وتشارلز كوبر من أعيان الحكم أيضًا.
درست كوبر في كلية غرب إفريقيا في مونروفيا. هاجرت إلى الولايات المتحدة في عام 1914، وانخرطت في معهد ألاباما المركزي، وكلية مورغان الحكومة، وأخيراً جامعة هوارد، حيث لعبت كرة السلة، وكانت عضوًا في ألفا كابا ألفا وحصلت على درجة البكالوريوس في عام 1921. عادت إلى الولايات المتحدة في عام 1931، وحصلت على درجة الماجستير في كلية المعلمين بجامعة كولومبيا. كما درست في لندن.

## المسار المهني
درست كوبر في كلية غرب إفريقيا من 1922 إلى 1928، ثم كأستاذ علوم في كلية ليبيريا من 1929 إلى 1931، تدريس الكيمياء والفيزياء. في عام 1933، نظمت قسم العلوم بالكلية. أصبحت كوبر عميدة الإدارة في كلية ليبيريا، وهي أول امرأة عميدة في المدرسة. قامت بتحول المدرسة إلى جامعة ليبيريا في عام 1951. وتقاعدت في عام 1956.
كانت مؤسس أول فصل في الخارج من ألفا كابا ألفا، عندما التمست هي وآخرون على الحصول على فصل في مونروفيا في عام 1954. كانت أيضًا نشطة مع جمعية الشابات المسيحيات في ليبيريا. في عام 1978، تم تكريمها من قبل الرئيس ويليام تولبرت، الذي تم تنصيبه كمسؤول فارس في الرتبة الإنسانية للخلاص الأفريقي.

## الحياة الشخصية
كان نجل كوبر، جيمس تي فيليبس جونيور، عالمًا في التربة ووزيرًا للحكومة، تم إعدامه خلال انقلاب عسكري في عام 1980. توفي كوبر في عام 1988، عن عمر 91 عامًا.